# Джери Халиуел
Джералдин Естел „Джери“ (английско произношение: /dʒɛ(ə)ri/) Халиуел (на английски: Geraldine Estelle "Geri" Halliwell), понякога неправилно наричана с мъжкото име Гери вместо Джери, е английска поп певица, текстописка и актриса.

## Живот и кариера
Родена е на 6 август 1972 г. Става известна в края на 1990-те години с поп група Spice Girls, където е наречена Джинджър Спайс. През май 1998 г. напуска групата и не продължава до световното турне на групата.
Година по-късно започва солова кариера и издава дебютния си албум Schizophonic, който е на 4-то място в английската класация за албуми. Има издадени 9 сингъла, като 4 от тях са № 1, включително It's Raining Men (кавър на The Weather Girls).
През 2007 г. групата се събира отново и тя се присъединява към колежките си.

## Личен живот
През 2006 г. се ражда нейната дъщеря Блюбел Мадона, а в началото на 2017 г. ражда синът си Джордж Хорнър.

## Дискография

### Студийни албуми
- Schizophonic (1999)
- Scream if You Wanna Go Faster (2001)
- Passion (2005)

### Компилации
- Playlist (2016)

### Сингли
- Look at Me (1999)
- Mi Chico Latino (1999)
- Lift Me Up (1999)
- Bag It Up (2000)
- It's Raining Men (2001)
- Scream If You Wanna Go Faster (2001)
- Calling (2001)
- Ride It (2004)
- Desire (2005)
- Half of Me (2013)
- Angels in Chains (2017)

## Видеоклипове
| Видеоклип                     | Премиера | Албум                         |
| ----------------------------- | -------- | ----------------------------- |
| Look at me                    | 1999     | Schizophonic                  |
| Mi chico latino               | 1999     | Schizophonic                  |
| Lift me up                    | 1999     | Schizophonic                  |
| Bag it up                     | 2000     | Schizophonic                  |
| It's raining men              | 2001     | Scream if you wanna go faster |
| Scream if you wanna go faster | 2001     | Scream if you wanna go faster |
| Calling                       | 2001     | Scream if you wanna go faster |
| Ride it                       | 2004     | Passion                       |
| Desire                        | 2005     | Passion                       |
| Half of me                    | 2013     | –                             |